# Enric Sopena Daganzo
Enric Sopena Daganzo   (Barcelona, 19 de novembre de 1945 - Madrid, 7 de juliol de 2024) fou un periodista català.

## Biografia
Va ocupar diferents càrrecs directius al Diario de Barcelona, La Vanguardia, TVE, RNE i COM Ràdio. Va ser director general dels Serveis Informatius de Televisió Espanyola fins a l'octubre de 1986, quan va ser succeït per Julio de Benito. Fou director de COM Ràdio entre 1996 i 2000.
Va col·laborar en programes de TVE com ara La Noria. Des del 2005, era director del diari digital progressista Elplural.com.
L'octubre de 2012 signà, juntament amb un centenar de professionals, un manifest a favor del federalisme espanyol i en contra la independència de Catalunya.